# 孟克巴特尔
孟克巴特爾（1975年11月20日—），蒙古族，内蒙古自治区伊克昭盟杭锦旗人，是中华人民共和国职业篮球运动员。他與絕大部份蒙古族人一樣无姓氏，全名是由两个词组成：「孟克」為「永恒」之意，「巴特尔」為「英雄」之意，在中国一般称呼他为巴特尔，外号“大巴”。巴特尔司职中锋，是前中国国家篮球队队员，曾效力于中国篮球职业联赛（CBA）和美国职业篮球联赛（NBA）。他是首位在NBA聯盟出賽的蒙古族球員。雖然在季後賽沒有出賽記錄，隨著聖安東尼奧馬刺隊於2002年賽季取得冠軍，他成為亞洲第一位拿到NBA总冠军戒指的職業籃球運動員。现任内蒙古篮球协会主席。

## 职业生涯
巴特尔在1994年亚运会上19岁的他首次身披国家队战袍出现在场上，此后就一直为国家队的固定主力，但是在1997年他曾被国家队以纪律问题所除名。
1999年当巴特尔在国家队训练时，他接到了菲尼克斯发来的邀请他参加一个当地的选秀前的锦标赛，但，他同时也在意大利的特雷维索的训练营短期出现过。
巴特尔作为第二位加盟NBA之中国篮球运动员，于2001年与丹佛掘金队簽約，成为第一个在NBA首发的中国球员。之後效力圣安东尼奥马刺队，於2002年賽季中，虽然季后赛一场未打，但仍然随队获得NBA总冠军，成为第一个获得该项荣誉的中国球员。接著先後在多伦多猛龙队、奥兰多魔术队及纽约尼克斯队。於2004年休赛期遭尼克斯队解约，后加盟NBDL亨特维尔飞行队，于NBDL效力合同期满后返回中国CBA联赛北京鸭篮球俱乐部打球。
2007年8月，巴特尔出现在中国CBA联赛新疆广汇俱乐部的注册名单内。
2009年的全國運動會巴特爾加盟山東隊，並贏得了一枚全運銀牌。2013年第十二届全国运动会上，巴特尔已签约辽宁出战。
2015年宣布退役。

## 演艺事业
巴特尔曾在多部电影中饰演过角色，在2005年养伤期间主演了电影《蔚藍色的杭蓋》，而最为著名的角色是2009年在電影《十月圍城》中扮演一位被少林寺逐出門的武僧一角。

## 影視作品
| 年份 | 電影名稱     | 角色     |
| 2005 | 蔚藍色的杭蓋 | 塔林托雅 |
| 2009 | 十月圍城     | 王复明   |
| 2010 | 財神到       | 天神大力 |
| 2017 | 西遊·伏妖篇  | 沙悟淨   |

## 中國时期
- 1991年8月，进入北京首钢男篮；
- 1993年10月首次进入中国国家男子篮球队；
- 8次入选CBA全明星阵容；
- 2001年8月，出國進修
- 2007年8月，加盟新疆广汇篮球俱乐部
- 2008年1月，再次出國進修
- 2008年8月，回歸新疆广汇篮球俱乐部
- 2008－09年 CBA常规赛MVP
- 2009－10年 CBA常规赛MVP
- 2010－11年 CBA常规赛MVP

## NBA时期
- 2001年以自由球员身份加盟掘金队，从01-02赛季开始征战NBA
- 2001/02赛季效力丹佛掘金队
- 2002/03赛季效力圣安东尼奥马刺队，随队获总冠军，成为亚洲第一人
- 2003年7月17日正式签约多伦多猛龙队
- 2004年遭奥兰多魔术队解约

## 外部連結
- 孟克巴特尔的新浪微博
- sina.com中的巴特尔介绍（页面存档备份，存于）
- 孟克·巴特尔在fiba.basketball（英语）
- 孟克·巴特尔在archive.fiba.com（存檔）（英语）
- 孟克·巴特尔在NBA官網（英语）
- 孟克·巴特尔在NBA G聯盟官網（英语）
- 孟克·巴特尔在中国男子篮球职业联赛官網
- 孟克·巴特尔在Basketball-Reference.com（NBA）（英语）
- 孟克·巴特尔在Basketball-Reference.com（NBA G聯盟）（英语）
- 孟克·巴特尔在Basketball-Reference.com（國際）（英语）
- 孟克·巴特尔在Eurobasket.com（球員）（英语）
- 孟克·巴特尔在Proballers（英语）
- 孟克·巴特尔在RealGM（英语）
- 孟克·巴特尔在中国篮球数据库
- 孟克·巴特尔在Olympedia（英语）